# عبدالسلام حنفی
مولوی عبدالسلام حنفی از رهبران ارشد طالبان افغانستان و سرپرست معاون رئیس‌الوزرای امارت اسلامی افغانستان است. او از اعضای اصلی تیم مذاکره کننده در دفتر قطر این گروه و معاون وزیر آموزش و پرورش در دولت طالبان در دهه ۱۹۹۰ بوده‌است.
عبدالسلام حنفی از ولایت جوزجان  از قوم ترکمن های افغانستان است. وی همچنین در حوزه‌های علمیه مختلف از جمله در کراچی تحصیل کرده‌است. عبدالسلام حنفی مدتی در دانشگاه کابل نیز تدریس کرده‌است. وی از ابتدا بخشی از جنبش طالبان بوده‌است. با این حال، او عموماً در میان طالبان به «عالم دین» (روحانی) معروف است.